# 崔谔
崔諤（?—?），字號、生平皆不詳，出自清河崔氏的清河小房。
唐昭宗乾寧三年（896年）丙辰科狀元，主考官是禮部侍郎獨孤損，與翁承贊同科。不久即病逝。崔諤、崔詹是兄弟檔狀元。